# Don't Let the Sun Go Down on Me
Don't Let the Sun Go Down on Me è un brano composto e interpretato dall'artista britannico Elton John; il testo è di Bernie Taupin. 
È uno dei pezzi più famosi mai scritti dal duo, sicuramente un classico di John; basti notare il numero delle esecuzioni live e delle reinterpretazioni eseguite da altri artisti nel corso degli anni. Proviene dall'album Caribou (1974).

## La melodia e il testo
Il brano, composto nella tonalità di do maggiore, è una ballata blues con diverse licenze armoniche, ascrivibile nel regno del piano rock e nel pop; Elton è come al solito presente al pianoforte (peraltro, questo strumento viene molto messo in evidenza, soprattutto nelle battute iniziali della canzone). Ad accompagnarlo è la sua onnipresente band, formata da Dee Murray (al basso), Nigel Olsson (alla batteria) e Davey Johnstone (alla chitarra), mentre ai cori è possibile notare i Beach Boys e Toni Tennille. Questi ultimi contribuiscono non poco a conferire a Don't Let the Sun Go Down on Me il caratteristico sound dai toni epici e magniloquenti, supportato dall'arrangiamento di Del Newman. Nel brano sono presenti anche il percussionista Ray Cooper e Dave Hentschel al mellotron. 
Nel testo di Bernie Taupin, Elton narra di aver aiutato una persona dalla quale viene poi rifiutato:

## Classifiche
Don't Let the Sun Go Down on Me fu il primo singolo estratto dall'album Caribou; nel Regno Unito fu pubblicato il 20 maggio 1974, negli Stati Uniti il 10 giugno. In America, era ancora nella Top40 la precedente Bennie & The Jets.
La canzone raggiunse il 16º posto in patria, mentre dall'altra parte dell'Atlantico arrivò in prima posizione in Canada per due settimane ed in seconda nella Billboard Hot 100, diventando il quarto singolo d'oro di Elton.
| Classifica (1974) | Posizione più alta |
| ----------------- | ------------------ |
| Regno Unito       | 16                 |
| Stati Uniti       | 2                  |
| Canada            | 1                  |
| Paesi Bassi       | 30                 |

## La versione del 1991
Il 23 marzo 1991 George Michael eseguì il pezzo duettando con Elton in occasione del concerto al Wembley Stadium di Londra del Cover to Cover Tour '91 (i due avevano comunque già duettato lo stesso brano nel 1985, al Live Aid). 
Questa nuova versione fu distribuita come singolo ed ebbe un successo mondiale: nel Regno Unito arrivò per due settimane in prima posizione, mentre negli Stati Uniti raggiunse la vetta della classifica Billboard (ma non solo) per una settimana. 
Stazionò al primo posto in classifica in Svizzera (per 26 settimane), Francia (per 25 settimane), Paesi Bassi (per 21 settimane) e Norvegia (per 14 settimane), oltre che in Italia, mentre raggiunse la seconda posizione in Austria (per 25 settimane), in Svezia (per otto settimane) e anche in Irlanda. In Australia si posizionò al terzo posto per quattordici settimane. Particolare curioso, le immagini del videoclip della canzone (inserita peraltro anche nella compilation di Elton Love Songs, del 1995) non sono prese dal concerto allo stadio di Wembley, ma da un'esibizione live in un'altra circostanza. Gli incassi del singolo furono devoluti in beneficenza contro l'AIDS e a favore dei bambini e dell'istruzione.
| Classifica (1991) | Posizione più alta |
| ----------------- | ------------------ |
| Regno Unito       | 1                  |
| Stati Uniti       | 1                  |
| Italia            | 1                  |
| Svizzera          | 1                  |
| Francia           | 1                  |
| Paesi Bassi       | 1                  |
| Norvegia          | 1                  |
| Austria           | 2                  |
| Irlanda           | 2                  |
| Svezia            | 2                  |
| Australia         | 3                  |
| Germania          | 4                  |

## Cover
Don't Let the Sun Go Down on Me ha sempre ricevuto numerose cover da parte di un'infinità di artisti. Maynard Ferguson diede al brano toni jazz e lo eseguì per la prima volta nella trasmissione degli anni Settanta "The Mark of Jazz" in coppia con il presentatore Sid Mark. Roger Daltrey cantò la canzone per la colonna sonora del 1987 The Lost Boys, mentre Gloria Estefan la registrò nel 1989. Nel tribute album Two Rooms: Celebrating the Songs of Elton John & Bernie Taupin, il brano venne eseguito da Oleta Adams. Esiste anche una versione punk eseguita dal gruppo Me First and the Gimme Gimmes. Nel 2002, lo scozzese David Sneddon vinse la prima edizione del programma Fame Academy cantando anche Don't Let The Sun Go Down On Me: essa divenne la B - side del suo singolo Stop Living the Lie, arrivato in prima posizione in Gran Bretagna nel gennaio del 2003. Nello stesso anno, l'americana Vanessa Carlton cantò il pezzo all'Elton John Tribute Concert. Alle semifinali della seconda edizione del reality show americano American Idol, il concorrente Clay Aiken eseguì Don't Let The Sun, accedendo in questo modo alla puntata finale (e alla successiva, fortunata, carriera musicale). Nella quinta edizione, Aiken ricantò il brano in coppia con Michael Sandecki, mentre nella finale della settima edizione esso fu eseguito da David Archuleta. Don't Let The Sun è stata cantata anche dai concorrenti Justin Guarini, Jasmine Trias e Bo Bice di American's Idol, da Tyler Hamilton di Canadian's Idol, da Clinton Randell di New Zealand's Idol e da Journey South della versione inglese di X-Factor. In Spagna Moritz ha cantato il brano nel programma Operación Triunfo; anche Forest Whitaker ha parodiato la canzone il 10 febbraio 2007, presentando il programma Saturday Night Live. Infine, la compagnia Wavegroup ha eseguito una reinterpretazione di Don't Let The Sun Go Down On Me per il videogame musicale Karaoke Revolution Presents:American Idol.

## I singoli
| - Singolo (maggio 1974, EP, UK/US) 1. "Don't Let The Sun Go Down On Me" 2. "Sick City" - Singolo (febbraio 1991, EP, UK) 1. "Don't Let The Sun Go Down On Me" 2. "Song for Guy" - Singolo (febbraio 1991, musicassetta, UK) 1. "Don't Let The Sun Go Down On Me" 2. "Song for Guy" - Singolo (febbraio 1991, vinile, UK) 1. "Don't Let The Sun Go Down On Me" 2. "Song for Guy" 3. "Sorry Seems To Be The Hardest Word" - Singolo (febbraio 1991, CD, UK) 1. "Don't Let The Sun Go Down On Me" 2. "Song for Guy" 3. "Sorry Seems To Be The Hardest Word" - Singolo (novembre 1991, EP, US/UK) 1. (John & George Michael) "Don't Let The Sun Go Down On Me" 2. (Michael) "I Believe (When I Fall in Love It Will Be Forever)" - Singolo (novembre 1991, musicassetta, US/UK) 1. (John & George Michael) "Don't Let The Sun Go Down On Me" 2. (Michael) "I Believe (When I Fall in Love It Will Be Forever)" | - Singolo (Novembre 1991, vinile, US/UK) 1. (John & George Michael) "Don't Let The Sun Go Down On Me" 2. (Michael) "I Believe (When I Fall in Love It Will Be Forever)" 3. (Michael) "Last Christmas" - Singolo (novembre 1991, CD, US/UK) 1. (John & George Michael) "Don't Let The Sun Go Down On Me" 2. (Michael) "I Believe (When I Fall in Love It Will Be Forever)" 3. (Michael) "If You Were My Woman" 4. (Michael) "Fantasy" - Singolo (novembre 1991, CD, US/UK) 1. (John & George Michael) "Don't Let The Sun Go Down On Me" 2. (Michael) "I Believe (When I Fall in Love It Will Be Forever)" 3. (Michael) "Freedom (Back to Reality Mix)" 4. (Michael) "If You Were My Woman" |